# Frankfurter Märchenbrunnen

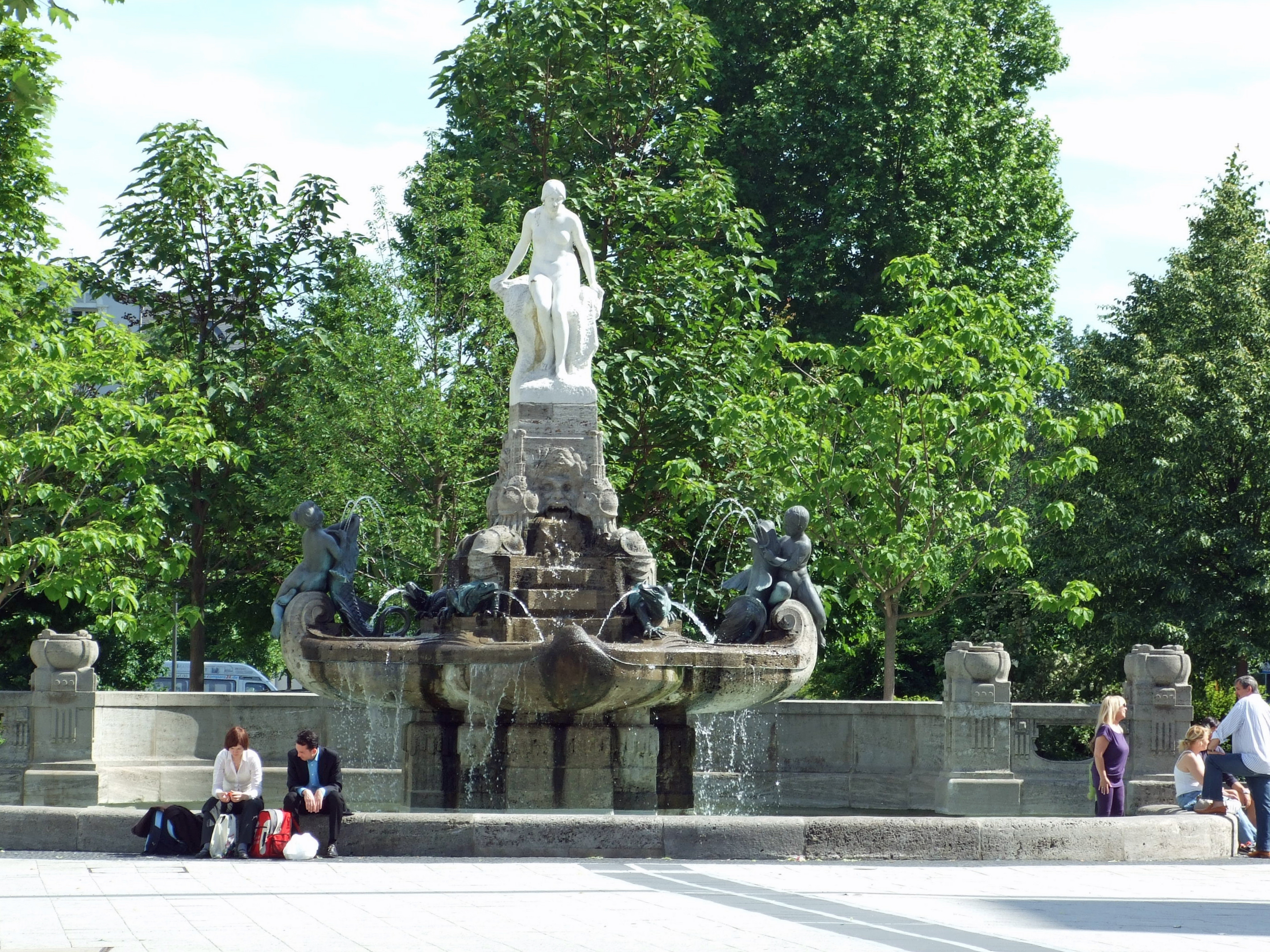
Märchenbrunnen am Theater in der Gallusanlage

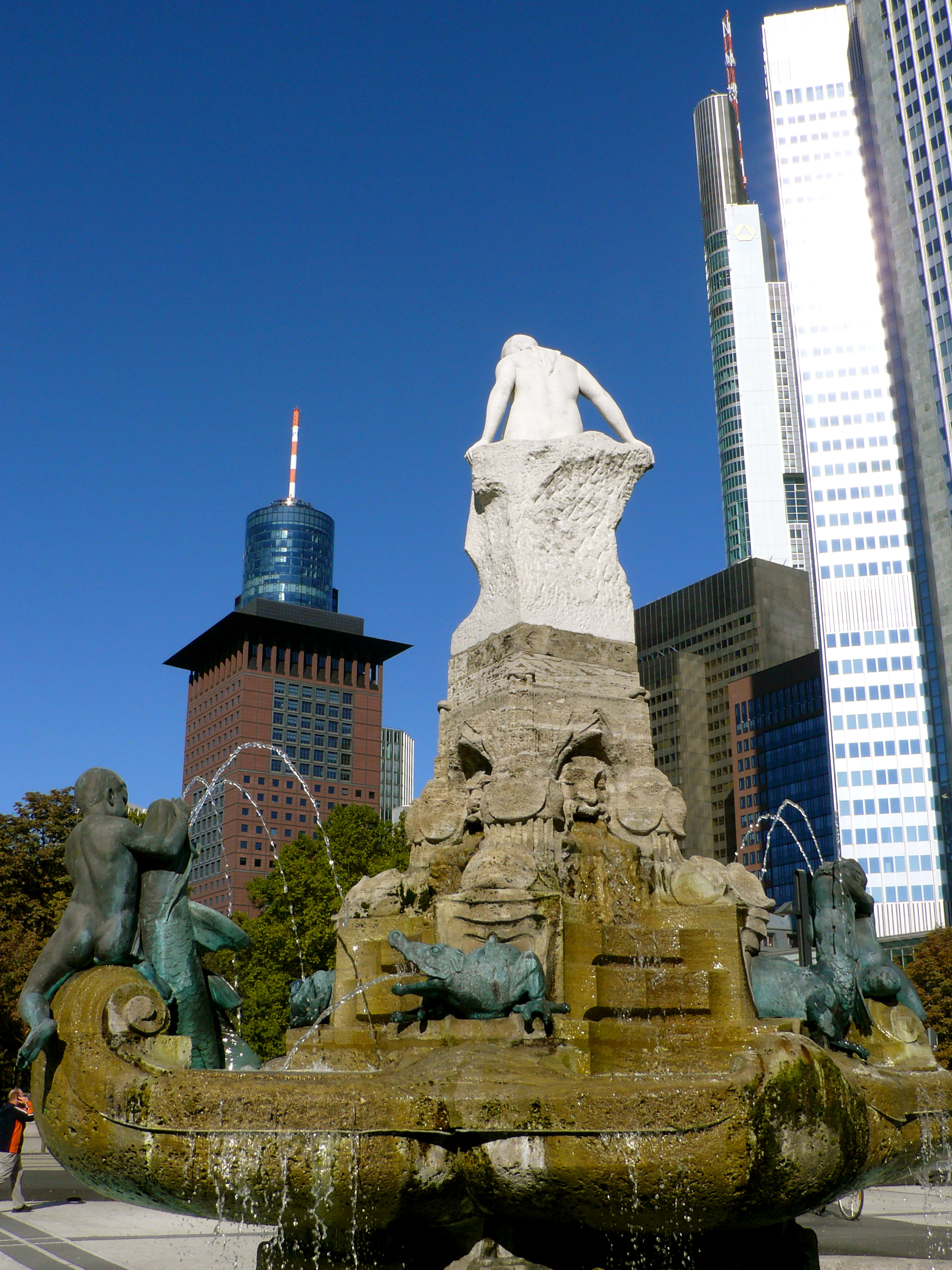
Märchenbrunnen gegen Eurotower-Gebäude, Japan-Center und Main Tower

Der Märchenbrunnen oder Schauspielhausbrunnen in Frankfurt am Main befindet sich an der Untermainanlage neben den Städtischen Bühnen Frankfurt. Es handelt sich dabei um einen Jugendstilbrunnen, der im Jahre 1910 fertiggestellt wurde.

## Geschichte
Der Bau des Märchenbrunnens wurde angeregt und finanziert von dem Kunstmäzen Leo Gans, der als Leiter der Cassella-Werke in Fechenheim um die Jahrhundertwende einen Kunstfonds gründete und 150.000 Mark (in heutiger Kaufkraft rund 1,3 Mio. Euro) für das Projekt aufwendete. Der Bildhauer Friedrich Christoph Hausmann erhielt den Auftrag, die Brunnenfigur aus weißem Tiroler Marmor, eine Nymphe (im Volksmund „Mainweibchen“ genannt), zu gestalten. Dabei fiel im Hause der stadtbekannten jüdischen Adelsfamilie Carl und Arthur von Weinberg, wo viele gesellschaftliche Ereignisse stattfanden, die Wahl auf eine dort beschäftigte, junge hübsche Wäscherin aus Niederrad: Margarete Endres, die spätere Ehefrau des Organisten Eduard Gelbart. Sie war die Tochter eines Gummimischmeisters aus Unterfranken – nicht wie fälschlicherweise oft verbreitet, eines Bäckers. Im Jahre 1906 (sie war damals 19 Jahre alt) stand sie dem Städel-Professor Friedrich Hausmann Modell.
Das Gesamtkunstwerk wurde jedoch erst vier Jahre später im August 1910 neben dem damaligen „Neuen Schauspielhaus“ eingeweiht, da wegen des gleichzeitig in Arbeit befindlichen Bismarckdenkmals in der Nähe Umplanungen nötig wurden. Am Sockel des acht Meter hohen Brunnens spielen kleine wasserspeiende Fabelwesen, Fische und Echsen aus Bronze der Nymphe zu Füßen. Der grottenähnliche Brunnen wird von einer gemauerten Halbschale aus Muschelkalk eingerahmt.

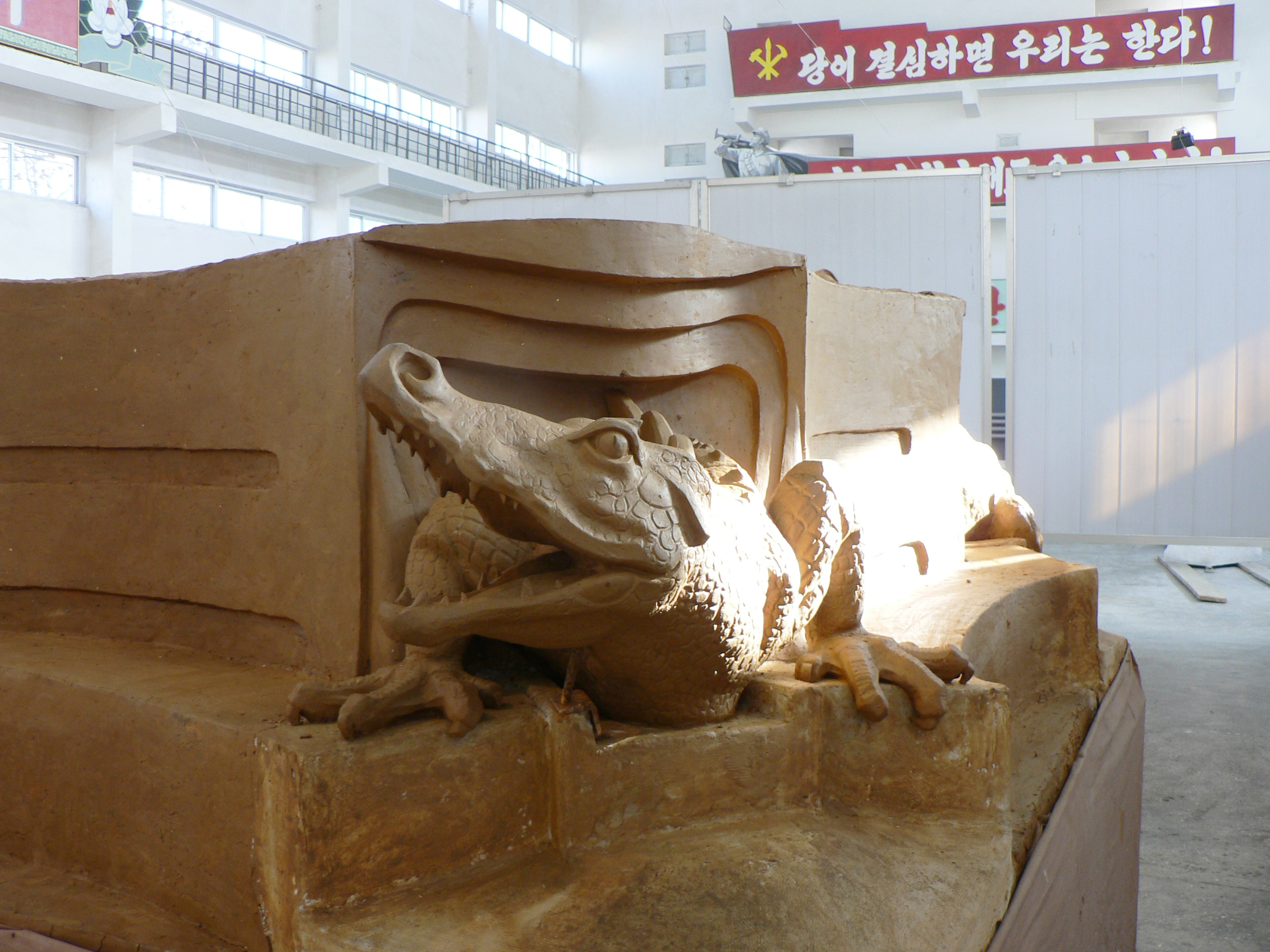
1:1-Tonmodell des Märchenbrunnens in den Mansudae Art Studios in Pjöngjang, November 2005

Die Bronzefiguren wurden im Zweiten Weltkrieg eingeschmolzen und lange Zeit nicht wieder ersetzt. Anhand von Fotografien aus den 1920er Jahren wurden sie 2005/06 durch das nordkoreanische Mansudae Overseas Projects im Mansudae-Kunststudio rekonstruiert. Die Kontakte wurden im Vorfeld der Frankfurter Buchmesse 2004 geknüpft, um Nordkorea zur Teilnahme an der Messe zu bewegen und den Reformprozess des sozialistischen Landes zu bestärken – eine in Frankfurt umstrittene Entscheidung. Auch spielten finanzielle Überlegungen bei der Auftragsvergabe eine Rolle. Zeitweise musste der Märchenbrunnen auch einem Ausbau einer Tiefgarage weichen. Seit Mai 2006 steht er wieder vollständig rekonstruiert in der Untermainanlage westlich der Oper Frankfurt.

## Presse
- Geheimnis nach 100 Jahren gelüftet. Die nackte Schöne vom Brunnen. In: Frankfurter Neue Presse vom 22. Juni 2004.
- Die Diktatur des Preises. In: Frankfurter Neue Presse vom 16. Dezember 2005.
- Fünf Tage in Pjöngjang. In: Frankfurter Allgemeine Zeitung vom 17. Dezember 2005.